# Наван
Наван (англ. Navan; ірл. An Uaimh) — місто в Ірландії та адміністративний центр графства Міт. Найбільше місто графства за населенням, 10-е за населенням місто країни..

## Назва
Назва походить від ірландського «an Uamhain» — печера/тунель. 1922 року ця назва була прийнята як офіційна, однак не прижилася і 1971 року місто повернулося до англійської версії — Наван.

## Історія
Засноване 1172 року норманським аристократом Гуго де Ласі, він же є і засновником Міта в цілому.
З 1850 по 1958 роки у місті діяла однойменна залізнична станція. Залізниця, що існує в місті сьогодні, використовується виключно для вантажних перевезень.

## Освіта, культура
Діють 3 середніх школи.

## Видатні особи
У місті минуло дитинство Пірса Броснана. У місті народився Ділан Моран. Уродженцем є і творець відомої Шкали Бофорта Френсіс Бофорт.

## Міста-побратими
- Боббіо
- Броккостелла